# Wereldkampioenschap voetbal 2018 (Groep D) Kroatië - Nigeria
Dit artikel gaat over de wedstrijd in de groepsfase in groep D tussen Kroatië en Nigeria die gespeeld werd op zaterdag 16 juni 2018 tijdens het wereldkampioenschap voetbal 2018. Het duel was de achtste wedstrijd van het toernooi.

## Voorafgaand aan de wedstrijd
- Kroatië stond bij aanvang van het toernooi op de twintigste plaats van de FIFA-wereldranglijst.
- Nigeria stond bij aanvang van het toernooi op de achtenveertigste plaats van de FIFA-wereldranglijst.
- De confrontatie tussen de nationale elftallen van Kroatië en Nigeria vond nog nooit eerder plaats.
- Het duel vond plaats in het Stadion Kaliningrad in Kaliningrad. Dit stadion werd in 2017 geopend en heeft een capaciteit van 35.212.

## Wedstrijdgegevens[1]
| Datum                | 16 juni 2018                                                                                               | 16 juni 2018                                                                                               |
| Wedstrijdnummer      | 8 | 8 |
| Stadion              | Stadion Kaliningrad, Kaliningrad                                                                           | Stadion Kaliningrad, Kaliningrad                                                                           |
| Toeschouwers         | 31.136 | 31.136 |
| Scheidsrechter       | Sandro Ricci                                                                                               | Sandro Ricci                                                                                               |
| Assistenten          | Emerson De Carvalho Marcelo Van Gasse                                                                      | Emerson De Carvalho Marcelo Van Gasse                                                                      |
| Vierde official      | Antonio Mateu Lahoz                                                                                        | Antonio Mateu Lahoz                                                                                        |
| Videoscheidsrechters | Daniele Orsato Carlos Astroza (assistent) Wilton Pereira Sampaio (assistent) Artur Soares Dias (assistent) | Daniele Orsato Carlos Astroza (assistent) Wilton Pereira Sampaio (assistent) Artur Soares Dias (assistent) |
| Man van de wedstrijd | Luka Modrić                                                                                                | Luka Modrić                                                                                                |
|                      | Kroatië | Nigeria |
| Doelpunten           | 2 | 0 |
| Gele kaarten         | 2 | 1 |
| Rode kaarten         | 0 | 0 |
| Wissels              | 3 | 3 |
| Schoten op doel      | 2 | 2 |
| Schoten naast doel   | 9 | 12 |
| Overtredingen        | 20 | 16 |
| Hoekschoppen         | 6 | 5 |
| Buitenspel           | 2 | 1 |
| Balbezit (%)         | 53 | 47 |

| Kroatië | 2 – 0        | Nigeria |
| Oghenekaro Etebo 32' (e.d.) Luka Modrić 71' (pen.) | goals        | |
| Zlatko Dalić | bondscoach   | Gernot Rohr |
| Danijel Subašić Šime Vrsaljko Domagoj Vida Dejan Lovren Ivan Strinić Ivan Rakitić Luka Modrić Ante Rebić 78' Andrej Kramarić 60' Ivan Perišić Mario Mandžukić 86' | opstellingen | Francis Uzoho Shehu Abdullahi Leon Balogun William Troost-Ekong Brian Idowu Wilfred Ndidi 88' John Obi Mikel Oghenekaro Etebo Victor Moses 72' Odion Ighalo 62' Alex Iwobi |
| Marcelo Brozović 60' Mateo Kovačić 78' Marko Pjaca 86' | wissels      | 62' Ahmed Musa 72' Kelechi Iheanacho 88' Simeon Nwankwo |
| Ivan Rakitić 30' Marcelo Brozović 89' | gele kaarten | 70' William Troost-Ekong |
| | rode kaarten | |